# Ryūsei Kishida
Ryūsei Kishida (jap. 岸田 劉生 Kishida Ryūsei); ur. 23 czerwca 1891, zm. 20 grudnia 1929 – japoński malarz.
Urodził się w Tokio, w dzielnicy Ginza. Był dziewiątym spośród czternaściorga dzieci pisarza i przedsiębiorcy Ginkō Kishidy (1833–1905), współautora napisanego wspólnie z J.C. Hepburnem pierwszego słownika angielsko-japońskiego. Po śmierci rodziców w 1905 roku przerwał naukę w szkole średniej i rozpoczął studia malarskie u Seikiego Kurody. W okresie tym malował głównie portrety i pejzaże, pozostające pod silnym wpływem malarstwa francuskiego, utrzymane w konwencji postimpresjonizmu. W 1914 roku założył grupę artystyczną o nazwie Sō-dosha.
W 1916 roku z powodu pogarszającego się stanu zdrowia spowodowanego gruźlicą przeprowadził się do nadmorskiej miejscowości Kugenuma na południowy wschód od Tokio. Zaczął wówczas interesować się tradycyjnym tematem kabuki i klasycznym malarstwem chińskim oraz kolekcjonować zabytkowe dzieła sztuki, stopniowo odchodząc od naśladowania malarstwa europejskiego na rzecz nawiązującego do tradycji stylu nihonga. W 1923 roku po trzęsieniu ziemi, które zniszczyło jego dom w Kugenumie, przeprowadził się do Kioto, a następnie do Kamakury. Nie udało mu się zrealizować planów podróży do Europy. W 1929 roku udał się do Chin, zmarł podczas powrotu do Japonii.

## Galeria

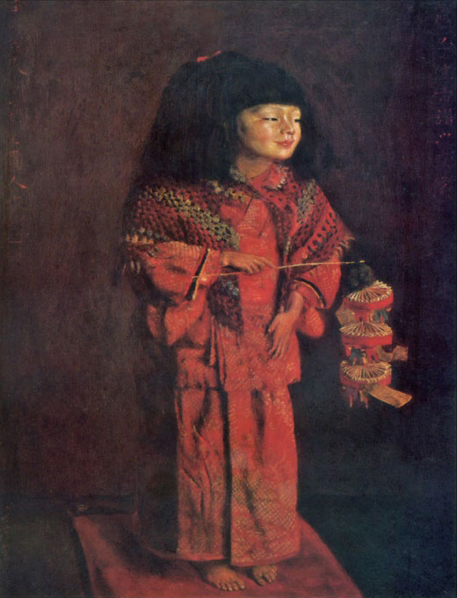
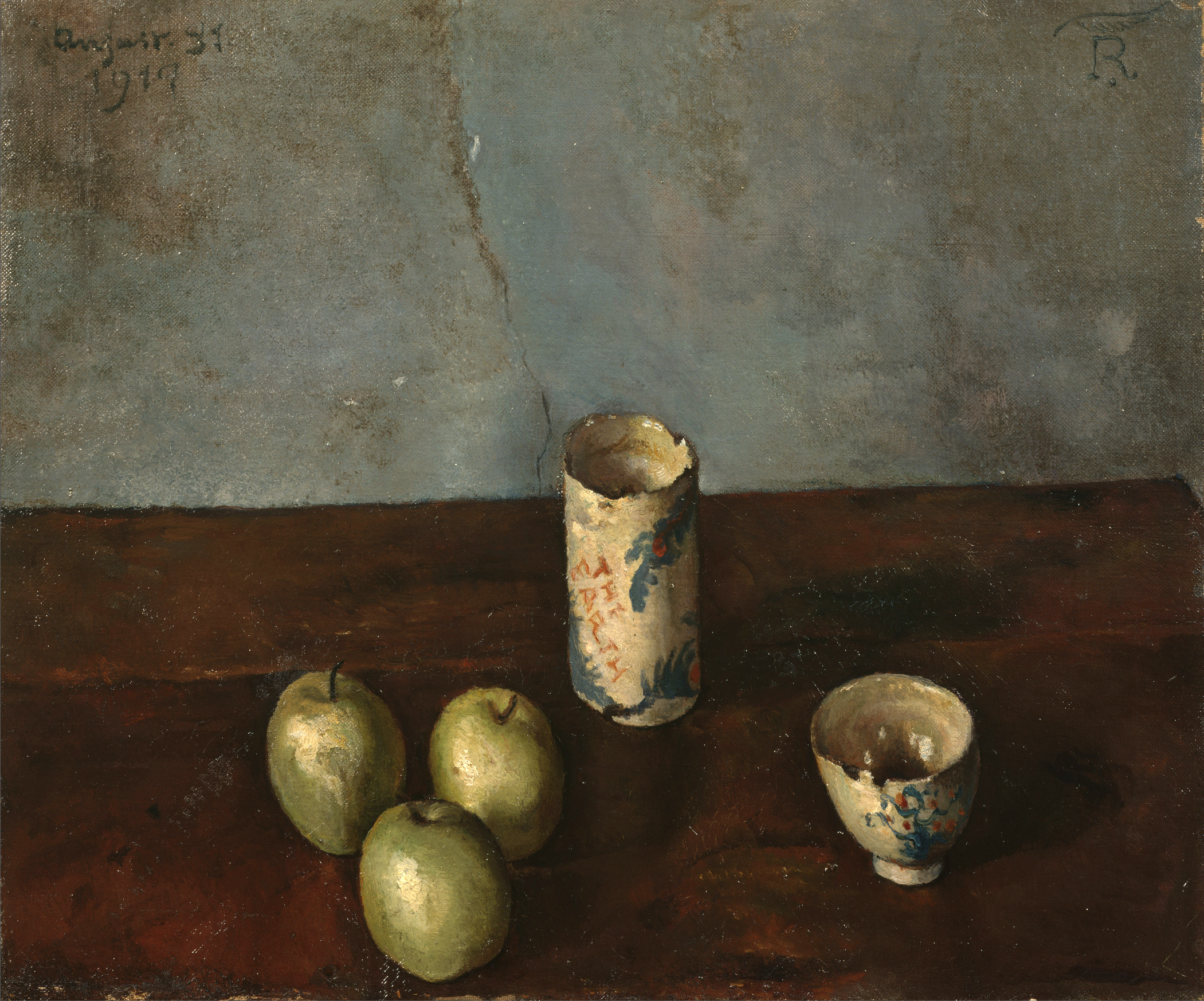
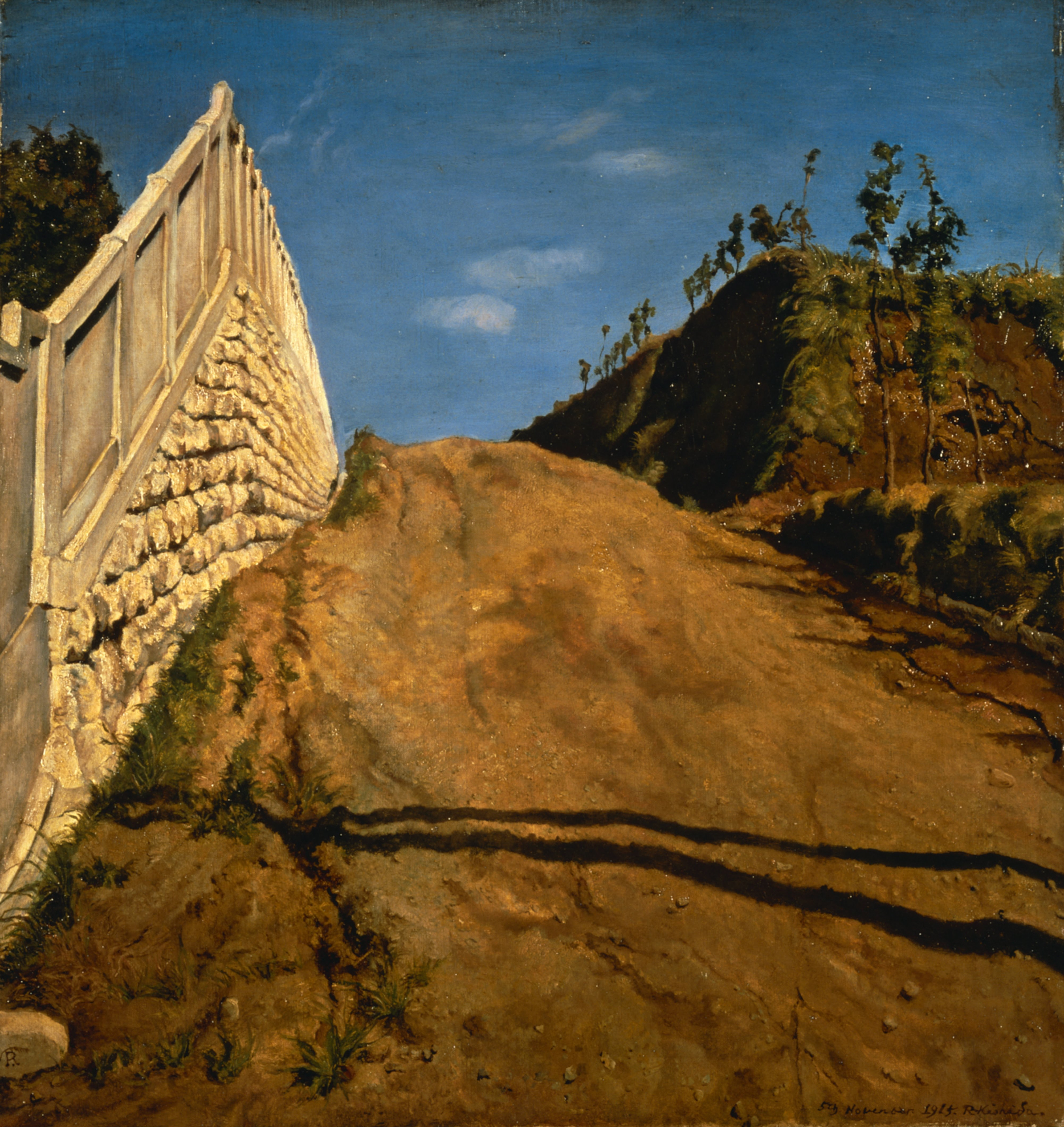
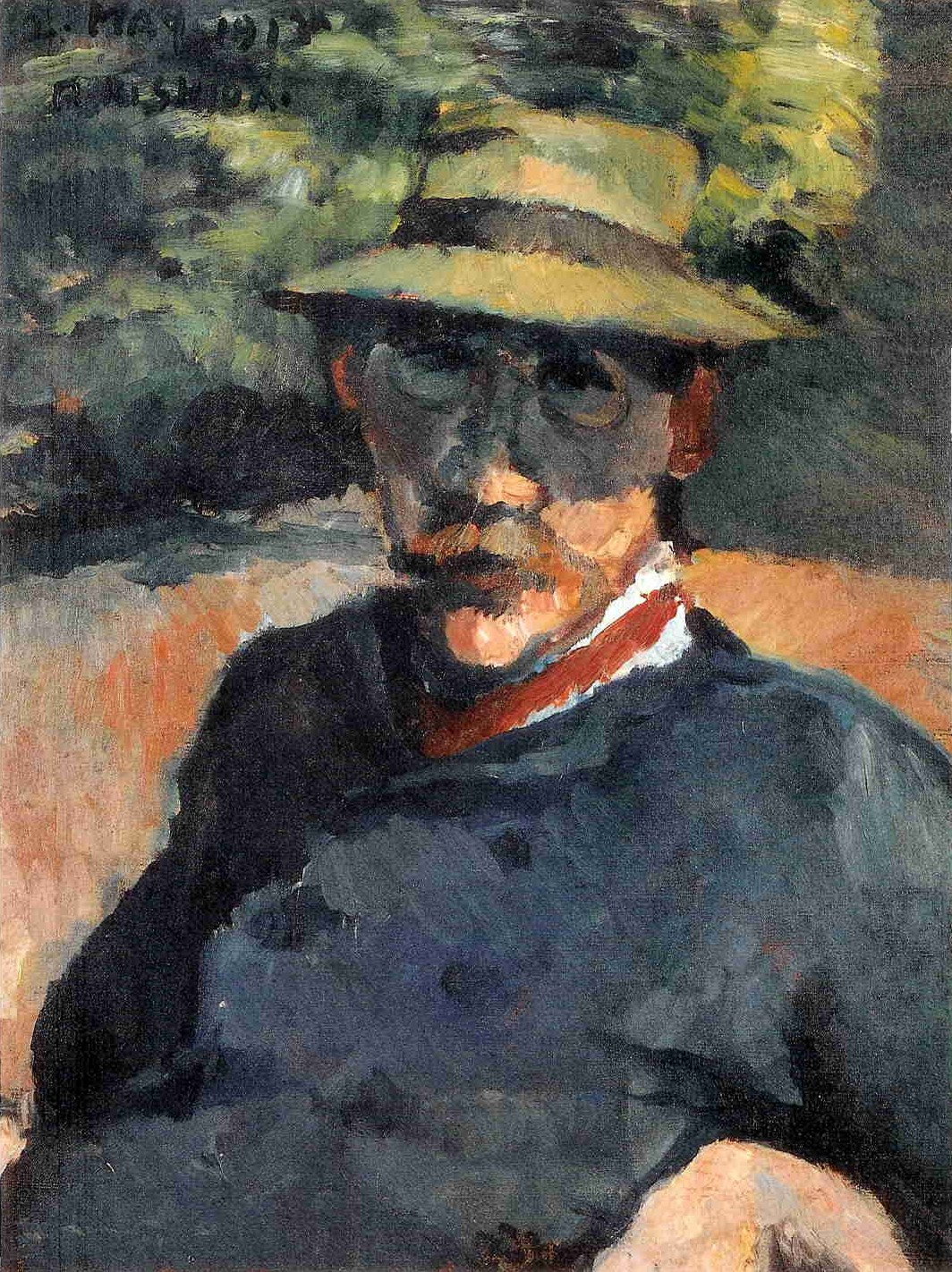
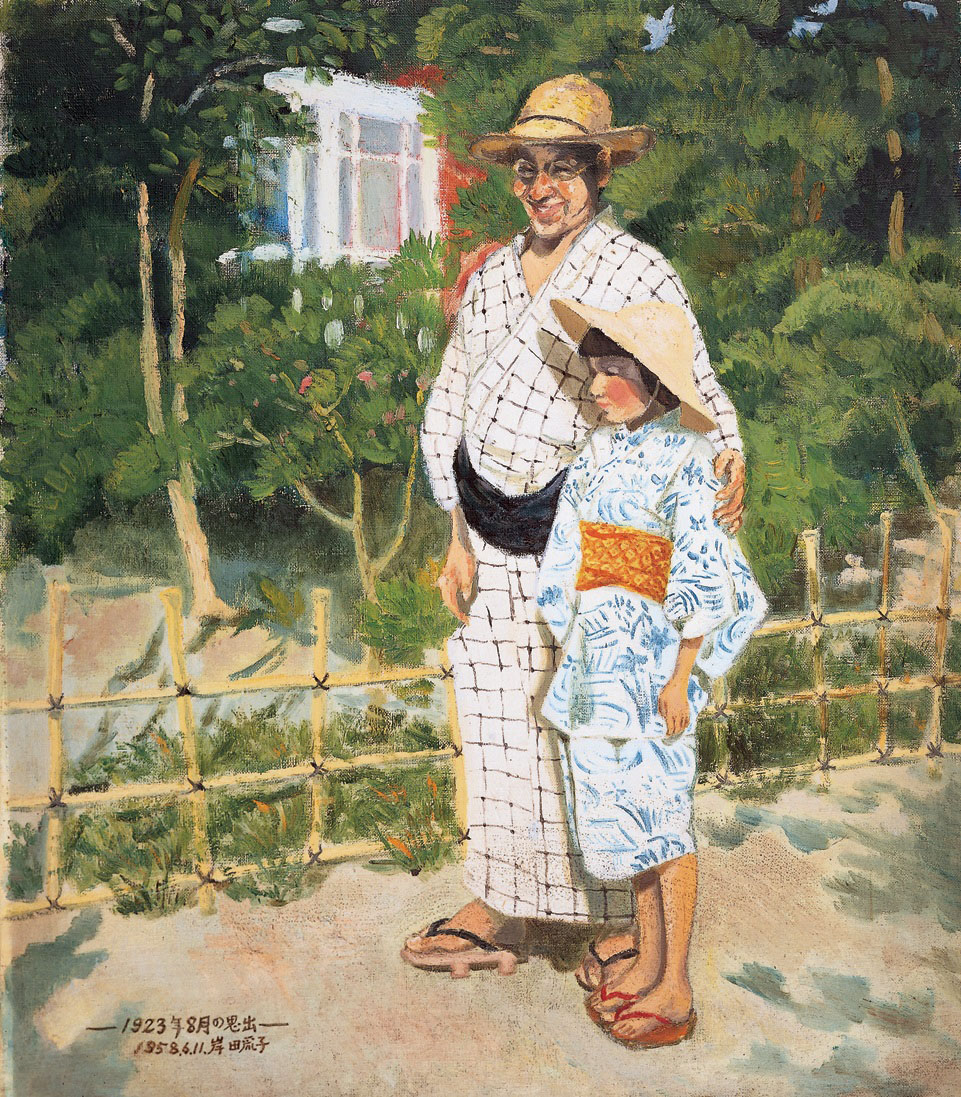